# Provincia Médéa
Provincia Médéa (în arabă  ولاية المدية) este o unitate administrativă de gradul I (wilaya) a Algeriei. Reședința sa este orașul Médéa.